# Talängslan
Talängslan, glossofobi,  är rädslan att tala inför andra. Talängslan brukar ofta förknippas med prestationsångest. Talängslan finns både hos barn och vuxna och det är en av de vanligaste rädslorna människan har. De flesta människor blir nervösa när de ställs inför och ska muntligt presentera något för en folksamling, men i extrema fall blir rädslan patologisk.
Ordet glossofobi kommer från grekiskans glosso- (tunga) och -fobi (rädsla eller skräck).

## Omfattning
Mellan 50 och 70 procent uppger att de känner en nervositet inför talsituationer och 20-34 procent känner stark oro och ångest för att tala inför andra. Rädslan att ställa sig upp och tala hör troligen samman med människans biologiska utveckling. När människan utsätts för något som är obehagligt sätter kroppen igång effekter av detta så som stress, oro, rädsla, panik och ångest. Det blir därför en konflikt mellan kroppens naturliga system och människans krav på prestation, vilket då kan resultera i talängslan. Talängslan är ursprungligen ett medicinskt tillstånd som går under samlingsbegreppet social fobi. 

## Symptom
När människan känner sig utsatt använder kroppen automatiskt sig av sitt varningssystem. Samhället ställer ständigt nya och högre krav på människan och hjärnan har inte hunnit utvecklas lika fort. Detta kan resultera i olika känslostadier men kan också förändra andningen eller stabiliteten i kroppen (skakningar). Det kan också kännas som att hjärtat slår snabbare och hårdare, att halsen blir torr, samt att rodnader och svettningar uppstår. När kroppen och hjärnan vill två olika saker blir det en krock som kan leda till talängslan. 

## Åtgärder
Personer med talängslan tenderar till att underskatta sin förmåga och är väldigt kritiska till sina insatser. Det finns forskning som visar att video- och audiofeedback är ett effektivt hjälpmedel. Det har visat sig vara en effektiv och snabb behandling. Det finns böcker och kurser att läsa för att förebygga talängslan. Det finns även hjälp att tillgå i skola och universitet. Det går också att söka hjälp hos en psykolog för att övervinna sin rädsla. 
Det finns också retoriska tips som kan minska talängslan.